# Forte da Sepetuba
O Forte da Sepetuba localizava-se na ponta do Arpoador, em São Sebastião, no litoral norte do estado brasileiro de São Paulo.

## História
Erguido em 1820 pelo governador militar da Província de São Paulo, major Maximiliano Augusto Penido, foi artilhado com três peças. Cruzava fogos com o Forte do Rabo Azêdo (SOUZA, 1885:118-119), batendo a barra norte do canal de São Sebastião. O mesmo autor considera-o arruinado, à época (1885) (op. cit., p. 118).
Na ilha de São Sebastião (Ilhabela) existe uma ponta da Sepituba, a sudoeste da ilha, que não combina com a descrição da localização desta estrutura.